# Знаменка (Житковичский район)
Знаменка (бел. Знаменка) (до 1958 года — Слепцы) — деревня в Озеранском сельсовете Житковичского района Гомельской области Белоруссии.

## География

### Расположение
В 28 км на юг от районного центра и железнодорожной станции Житковичи (на линии Лунинец — Калинковичи), 261 км от Гомеля.

## Гидрография
3 км от пристани Черничи (на реке Припять).

## Транспортная сеть
Рядом автодорога Туров — Лельчицы. Планировка состоит из 2 коротких, плотно между собой расставленных улиц меридиональной ориентации, к которым с востока присоединяется короткая дугообразная улица. Застройка преимущественно деревянная, усадебного типа.

## История
Обнаруженные археологами поселения раннего феодализма (в 0,9 км на восток от деревни) и поселение зарубинецкой культуры (III века до н. э. — V века н. э., в 0,8 км на юго-запад от деревни, в урочище Остров) свидетельствуют о заселении этих мест с давних времён. Согласно письменным источникам известна с XVII века, когда здесь был приют для калек и слепых, откуда пошло название деревни. После 2-го раздела Речи Посполитой (1793 год) в составе Российской империи. В 1834 году в Туровском казённом поместье. В результате пожара 26 апреля 1885 года сгорели 42 двора. В 1896 году работала водяная мельница. Согласно переписи 1897 года находилась кузница. В 1908 году в Туровской волости Мозырского уезда Минской губернии.
В 1924 году в наёмном доме открыта школа. В 1929 году организован колхоз «Красный боец», работали 2 кузницы. Во время Великой Отечественной войны немецкие оккупанты создали здесь свой опорный пункт, разгромленный партизанами 25 мая 1943 года. Действовала подпольная организация (секретарь Рафалович). В июле 1944 года немецкие оккупанты сожгли 96 дворов и убили 36 жителей. 24 жителя погибли на фронтах. Согласно переписи 1959 года центр колхоза «Советская Беларусь». Действовали мельница, механические мастерские, начальная школа, клуб, библиотека, 2 магазина.

## Население

### Численность
- 2004 год — 119 хозяйств, 209 жителей.

### Динамика
- 1811 год — 32 двора.
- 1834 год — 33 двора, 185 жителей.
- 1897 год — 70 дворов, 429 жителей (согласно переписи).
- 1908 год — 541 житель.
- 1925 год — 107 дворов.
- 1940 год — 120 дворов 670 жителей.
- 1959 год — 577 жителей (согласно переписи).
- 2004 год — 119 хозяйств, 209 жителей.